# Hernán Figueredo
Hernán Figueredo, vollständiger Name Hernán Figueredo Alonzo, (* 15. Mai 1985 in Montevideo oder Tala) ist ein uruguayischer Fußballspieler.

## Karriere
Der 1,73 Meter große Mittelfeldakteur Figueredo stand in den Anfangszeiten seiner Karriere von 2006 bis 2008 bei Bella Vista und anschließend bei Villa Española unter Vertrag. Dort schoss er in der Spielzeit 2008/09 vier Tore in der uruguayischen Primera División. In der gleichen Saison lief er auch für Bella Vista auf und erzielte dort drei Treffer. In den Spielzeiten 2009/10 bis 2011/12 bestritt er für den Ligakonkurrenten Liverpool Montevideo 74 Erstligaspiele und traf dabei neunmal. Auch kam er bei den Montevideanern zu je zwei Einsätzen in der Copa Sudamericana 2009 und der Copa Libertadores 2011. 2012 wechselte er nach Belarus. In der dortigen höchsten Spielklasse, der Wyschejschaja Liha, spielte er für Dinamo Minsk. In der Liga lief er in 75 Begegnungen auf und überwand 18-mal den gegnerischen Torwart. Auch zehn absolvierte Partien (kein Tor) in der Europa League und fünf Spiele (drei Tore) im nationalen Pokalwettbewerb stehen für ihn bei Dinamo Minsk zu Buche. Zum Jahresanfang 2015 schloss er sich dem kolumbianischen Klub Deportes Tolima an. Dort lief er in 19 Begegnungen (kein Tor) der Categoría Primera A, sechs Spielen (zwei Tore) der Copa Colombia und zwei Partien (kein Tor) der Copa Sudamericana 2015 auf. Ende Januar 2016 wechselte er zum uruguayischen Zweitligisten Club Atlético Torque. In der Clausura 2016 bestritt er bei den Montevideanern 14 Zweitligapartien und schoss drei Tore.